# Alessandro Longhi

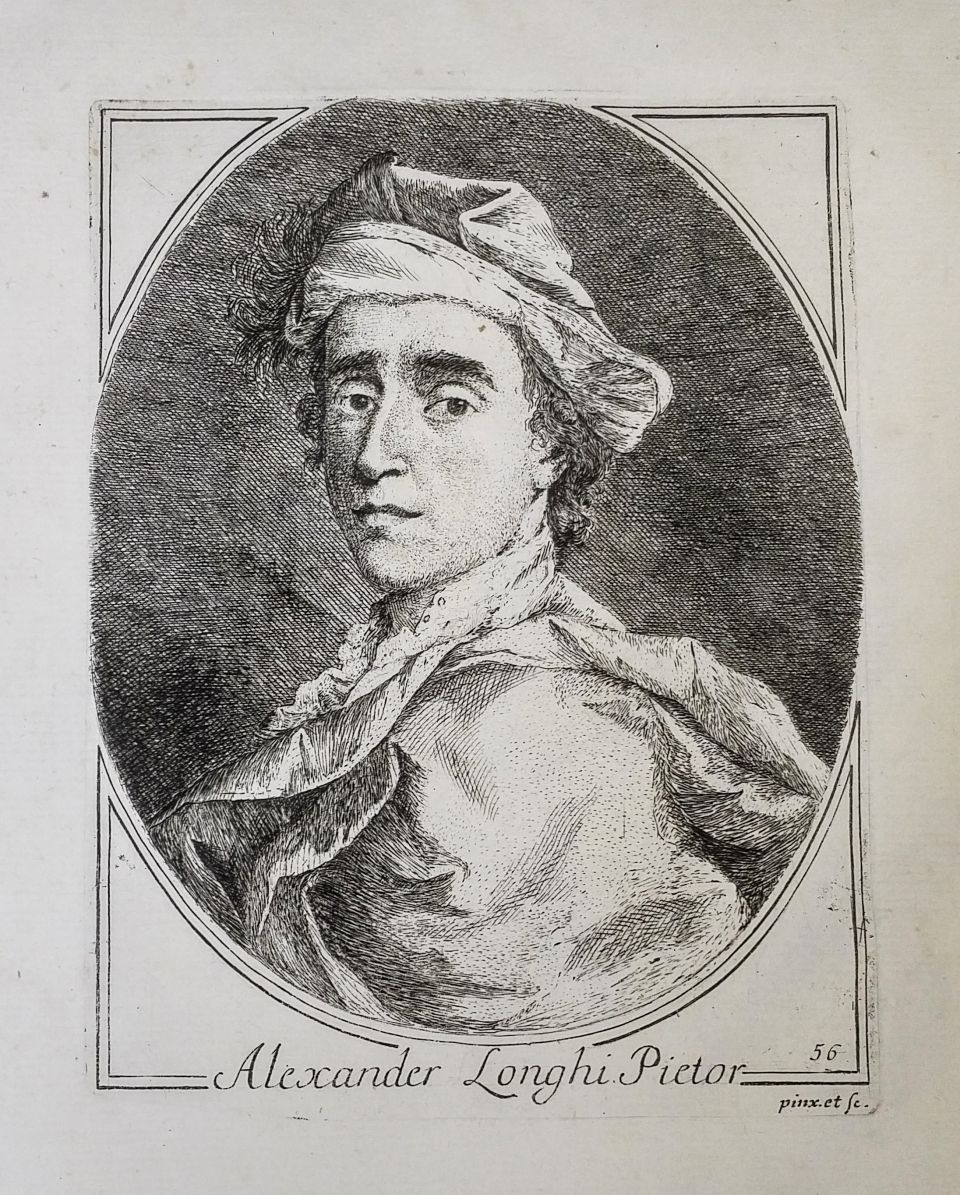
Autoritratto di Alessandro Longhi, pictor. Incisione su carta rustica, 1762.

Alessandro Longhi (Venezia, 12 giugno 1733 – Venezia, 1813) è stato un pittore e incisore italiano, figlio del pittore Pietro Longhi.

## Biografia
Dopo aver ricevuto i primi rudimenti d'arte dal padre, lavorò come apprendista sotto Giuseppe Nogari. Diventò un artista affermato dopo il 1757-8, quando presentò la sua prima mostra di quadri.
È particolarmente noto per i numerosi dipinti che produsse per la famiglia Pisani, tra i quali si ricorda La famiglia del Procurator Luigi Pisani. Sebbene avesse ricevuto i suoi primi insegnamenti dal padre Pietro, non seguì il suo stile, bensì quello del suo secondo maestro Nogari. Come Sebastiano Bombelli, era solito dipingere alti funzionari veneziani in abiti ufficiali, nei quali sottolineava il loro stato sociale mettendo in evidenza le vistose parrucche e le raffinate vesti.

## Opere (selezione)

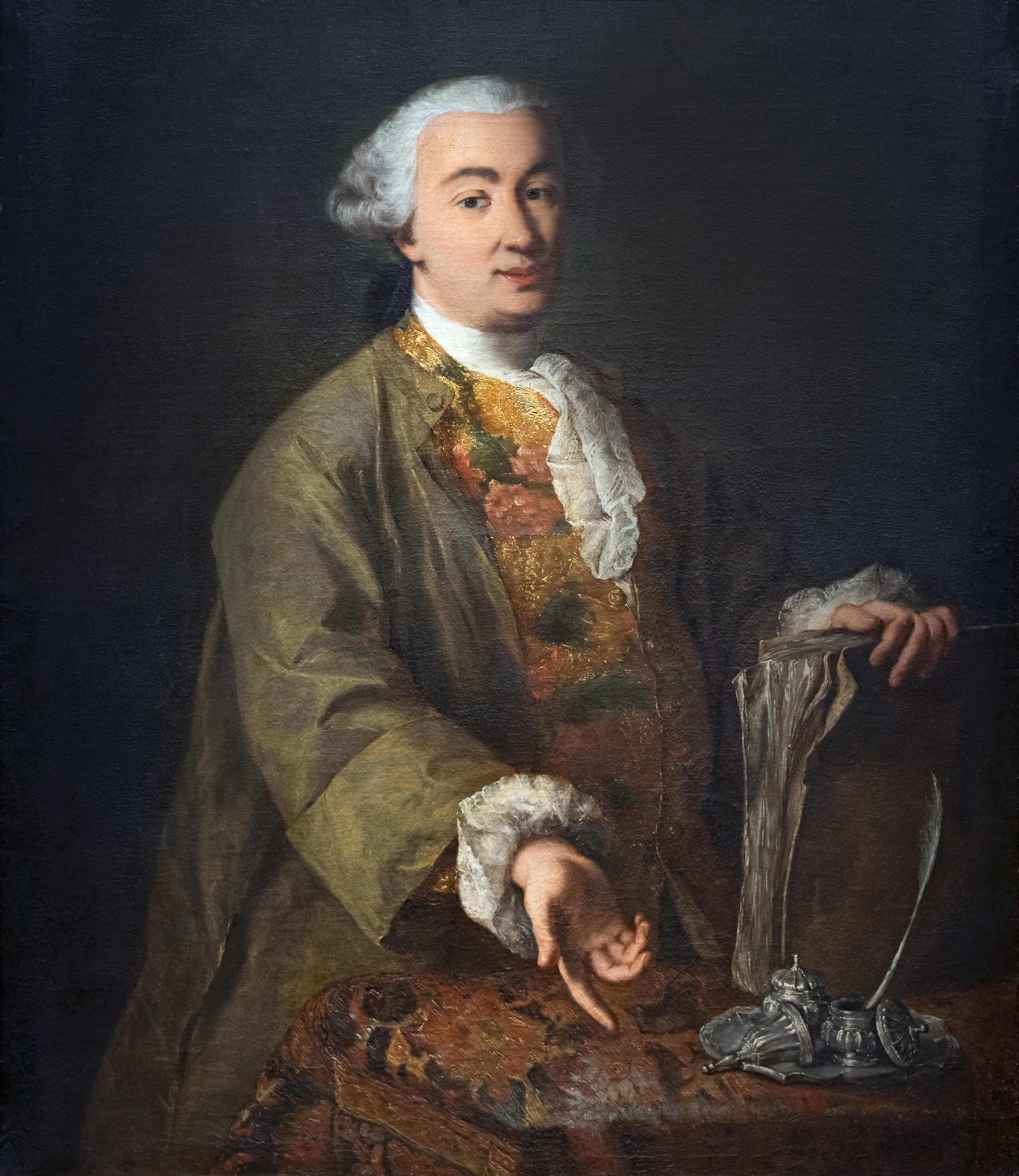
Ritratto di 'Carlo Goldoni. 1757

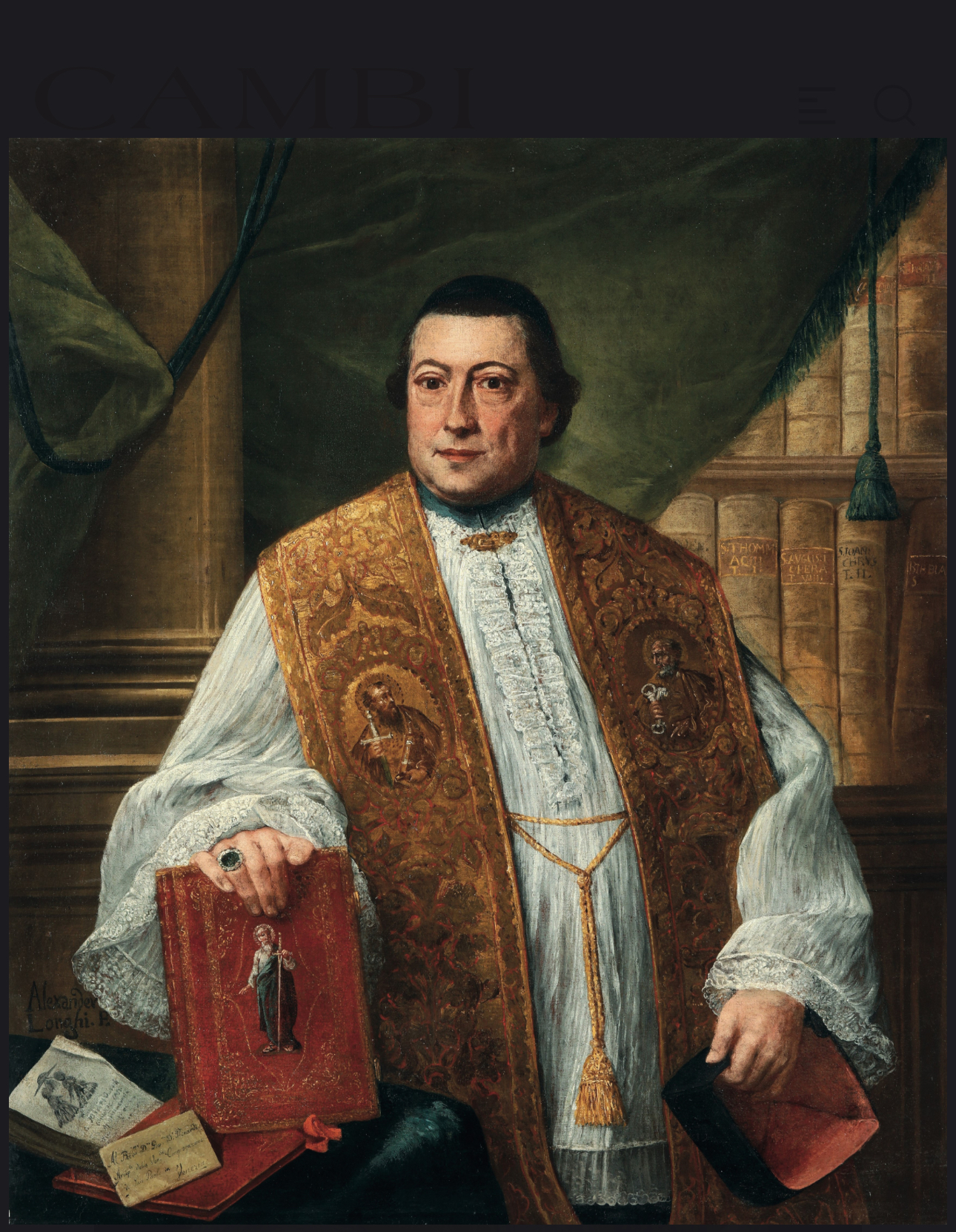
Ritratto del reverendo Giovanni Picardi, olio su tela firmato da Alessandro Longhi (XVIII sec.), 113×97,5 cm. Collezione privata, Forlì.

- Ritratto della famiglia del procuratore Almorò III (Alvise) Pisani
- Ritratto di Carlo Goldoni (olio su tela, cm. 125x105)
- Ritratto di Bartolomeo Ferracina, 1777, Ca' Rezzonico, Venezia
- Ritratto di compositore (già erroneamente identificato con Domenico Cimarosa)
- Ritratto di gentildonna (cm. 100x80)
- Ritratto di gentiluomo (olio su tela, 65x34)
- Ritratto di gentiluomo (olio su tela, 206x115)
- Ritratto di Giambattista Piazzetta
- Ritratto di Giuseppe Chiribiri (Cherubini) (olio su tela, cm. 83,5x65)
- Ritratto di Giulio Contarini da Mula (olio su tela, cm. 102,5x91)
- Ritratto del provveditore generale in Dalmazia e Albania Antonio Renier (olio su tela, cm. 233x137)
- Ritratto di Giacomo Casanova
- Ritratto di un magistrato